# Elatostema utakwaense
Elatostema utakwaense är en nässelväxtart som beskrevs av H. Schröter. Elatostema utakwaense ingår i släktet Elatostema och familjen nässelväxter. Inga underarter finns listade i Catalogue of Life.